# Монастирське урочище
Монастирське урочище (рос. Монастырское урочище) — адміністративний центр Головного Донського війська у 1620-1637 роках; тепер залишки земляних укріплень у Аксайському районі Ростовської області, на правому березі річки Дон між містом Аксай й Старочеркаською станицею.

## Історія
У Монастирському урочищі знаходилося укріплене козацьке місто Монастирський або Нижній Яр (в деяких актах — просто Нижній). Перша згадка про нього датується 1593 роком. З 1620 по 1637 роки тут був адміністративний центр донців, перенесений потім в Азов.
У Монастирському збиралися козацькі Круги, тут приймали послів царя. Тут же знаходилася каплиця, де проводили служби ієромонахи, що прибували в місто на прохання козаків (до середини XVII століття своїх священиків донські козаки не мали). За однією з версій, звідси і пішов топонім Монастирський.
Тут, на Колі, 21 квітня 1637 року, було прийнято рішення напасти на Азов, а 18 червня оборона впала, і козаки утримували Азов чотири роки (Азовське сидіння).
У відповідь — атакою турків у 1643 році містечко було зруйноване, а велика частина населення вбита. З тих часів там ніхто не жив. В 1696 році за наказом Петра I на місці Монастирського містечка було побудовано укріплення-транжемент, що проіснував до появи Аннинської фортеці. Місце, де розташовувалося містечко і козацька братська могила, залишилися на Дону до теперішнього часу місцем особливо шанованим.
У 1867 році на могилі споруджено меморіальну каплицю «В честь і вічну славу Донських козаків — підкорювачів і міцнотримачів Азова».
Приблизно з 1646 року щорічно, в суботу перед Великим постом, козаки робили хресний хід на Монастирське урочище і на могилах воїнів проводили панахиду. А пізніше хресні ходи збиралися на Монастирське урочище з Аксая, Ольгинської та інших сусідніх станиць і хуторів. Останній хресний хід пройшов в 1919 році.
Після громадянської війни на урочище в 1932 році перенесли останки понад 200 її учасників, зокрема червоноармійців 12-ї стрілецької дивізії Першої Кінної армії, які загинули на початку січня 1920 року в станиці Старочеркаській. Після Німецько-радянської війни там був поставлений пам'ятник екіпажу канонерського човна «Ростов-Дон», який загинув восени 1941 року під час оборони Таганрога, братська могила 11 моряків-червонофлотців знаходиться там же.
9 травня 1974 року в Монастирському урочищі з урочистостями був відкритий Меморіальний комплекс, а на високій стелі на березі Дону вибито три дати: "1641", "1920", "1941".
Меморіальна каплиця, зведена в 1867 році, до теперішнього часу не збереглася, але у 2005 році реставровану капличку-пам'ятник освятив архієпископ Ростовський і Новочеркаський Пантелеймон.